# Radical 161
El radical 161, representado por el carácter Han 辰, es uno de los 214 radicales del diccionario de Kangxi. En mandarín estándar es llamado 辰部, (chén bù); en japonés es llamado 辰部, しんぶ (shinbu), y en coreano 신 (sin). En los textos occidentales es llamado radical «mañana».
El radical 161 aparece en diferentes posiciones dentro de los caracteres que clasifica. Puede aparecer en la parte superior (por ejemplo, en 辱), en la parte inferior (por ejemplo, en 農) o en el lado derecho (por ejemplo, en 辴).
El carácter 辰 es utilizado para representar el signo del dragón en el zodiaco chino.

## Nombres populares
- Mandarín estándar: 辰, chén, ‘día’.
- Coreano: 별신부, byeol sin bu, ‘radical sin-estrella’.
- Japonés:　しんの辰（しんのたつ）, shin no tatsu, ‘dragón-shin’.
- En occidente: radical «mañana».

## Galería
| Estilos antiguos                                 | Estilos antiguos                  | Estilos antiguos                        | Estilos antiguos                   | Estilos antiguos                   | Estilos empleados actualmente       | Estilos empleados actualmente  | Estilos empleados actualmente    | Estilos empleados actualmente   | Estilos empleados actualmente  |
|                                                  |                                   |                                         |                                    |                                    |                                     | 辰                             | 辰                               |                                 |                                |
| 甲骨文 jiǎgǔwén (escritura de huesos oraculares) | 金文 jīnwén (escritura de bronce) | 简帛 jiǎnbó (escritura de bambú y seda) | 篆文 zhuànwén (escritura de sello) | 篆文 zhuànwén (escritura de sello) | 隸書 lìshū (estilo de los escribas) | 楷書 kǎishū (estilo regular)   | 楷書 kǎishū (estilo regular)     | 行書 xǐngshū (estilo corriente) | 草書 cǎoshū (estilo de hierba) |
| 甲骨文 jiǎgǔwén (escritura de huesos oraculares) | 金文 jīnwén (escritura de bronce) | 简帛 jiǎnbó (escritura de bambú y seda) | 大篆 dàzhuàn (sello grande)        | 小篆 xiǎozhuàn (sello pequeño)     | 隸書 lìshū (estilo de los escribas) | 繁體／繁体 fántǐ (tradicional) | 简体／簡體 jiǎntǐ (simplificado) | 行書 xǐngshū (estilo corriente) | 草書 cǎoshū (estilo de hierba) |

## Caracteres con el radical 161
| trazos | carácter |
| ------ | -------- |
| + 0    | 辰       |
| + 3    | 辱       |
| + 6    | 農       |
| + 8    | 辳       |
| + 12   | 辴       |